# Cherylin rojstni dan
Cherylin rojstni dan je matematična uganka, ki je bila zastavljena kot ena od nalog singapurskega tekmovanja v matematiki (Singapore and Asian Schools Math Olympiad), ki je bilo 8. aprila 2015 in je namenjeno 14-letnim dijakom . 10. aprila 2015 jo je Kenneth Kong objavil na Facebooku. V nekaj dneh je se je bliskovito razširila po spletu in po časopisju.. Naloga sprašuje po Cherylinem rojstnem dnevu, ki ga z nekaj namigi skušata ugotoviti prijatelja Albert in Bernard.

## Naloga
Albert in Bernard sta se spoprijateljila s Cheryl in sta želela izvedeti, kdaj ima rojstni dan. Cheryl jima je navedla 10 možnih datumov, prikazanih v spodnji tabeli:
| maj    |     | 15. | 16. |     |     | 19. |
| junij  |     |     |     | 17. | 18. |     |
| julij  | 14. |     | 16. |     |     |     |
| avgust | 14. | 15. |     | 17. |     |     |
| ------ | --- | --- | --- | --- | --- | --- |

Cheryl je Albert zaupala mesec rojstva, Bernardu pa dan v mesecu. Po premisleku je med njima stekel pogovor:
Albert: Ne morem ugotoviti, kdaj ima Cheryl rojstni dan, ampak tudi Bernard tega ne more ugotoviti.

Bernard: Najprej res nisem vedel, kdaj ima Cheryl rojstni dan, sedaj pa vem.

Albert: Potem pa tudi jaz poznam datum.
Kdaj torej Cheryl praznuje rojstni dan?

## Rešitev
Rešitev naloge je 16. julij.
Nalogo lahko rešimo s postopnim sklepanjem in eliminacijo neustreznih datumov.

1) Albert: Ne morem ugotoviti, kdaj ima Cheryl rojstni dan, ampak tudi Bernard tega ne more ugotoviti.
Albert pozna le mesec rojstva. Ker je v vsakem mesecu možnih več datumov, seveda ne more ugotoviti, kateri je pravi. Prvi del stavka je torej v bistvu odveč.
Edina možnost, da bi Bernard takoj vedel odgovor, je če bi mu Cheryl zaupala 18. ali 19., saj sta 18. maj in 19. junij edina datuma z unikatnim dnevom med desetimi znanimi.
Ker Albert ve, da Bernard ne pozna odgovora, je edina možnost, da je bil Albertu zaupani mesec julij ali avgust, ta možnost namreč izključuje, da bi imel Bernard poznan dan 18. ali 19.
2) Bernard: Najprej res nisem vedel, kdaj ima Cheryl rojstni dan, sedaj pa vem.
Bernard je ugotovil, da je Albert dobil kot podatek julij ali avgust. Če bi vedel za polni datum, ta ne bi mogel biti 14., saj se ta pojavi dvakrat: eliminiramo torej še 14. julij in 14. avgust.
3) Albert: Potem pa tudi jaz poznam datum.
Albertu so torej ostali le še datumi 16. julij, 15. avgust in 17. avgust. Ker sta v avgustu dva možna datuma, mu ostane le še pravilni odgovor: 16. julij.

Odgovor je torej 16. julij.